# Bernhard Forck (Musiker)
Bernhard Forck (* 1963 in Altdöbern) ist ein deutscher Geiger und Dirigent.

## Leben
Bernhard Forck ist Sohn des Theologen Gottfried Forck. Er erhielt ersten Violinunterricht mit fünf Jahren. Er studierte an der Musikhochschule Berlin bei Eberhard Feltz, wo er auch Gefallen am Spiel auf der Barockvioline fand. Forck widmete sich der Historischen Aufführungspraxis und belegte Kurse bei Ingrid Seifert, Catherine Mackintosh und Nikolaus Harnoncourt. Von 1986 bis 1991 war er Mitglied des Berliner Sinfonie-Orchesters (seit 2006: Konzerthausorchester). Forck stieß zudem 1984 zu der zwei Jahre zuvor gegründeten Akademie für Alte Musik Berlin, bei der er und Georg Kallweit Konzertmeister sind. Er ist Mitglied der Berliner Barock Solisten und 1994 gründete er mit Musikern des Ensemble Oriol das Manon Quartett Berlin. Mit der Akademie für Alte Musik Berlin konzertiert Bernhard Forck regelmäßig in den musikalischen Zentren Europas. In Tourneen bereiste er den Nahen Osten, Japan, Südostasien, Australien, Nord- und Südamerika. Von 2007 bis 2019 war Bernhard Forck künstlerischer Leiter des Händelfestspielorchesters Halle.